# Ilmari Pernaja
Kustaa Ilmari Pernaja, född 10 februari 1892, död 20 juli 1963, var en finländsk gymnast.
Pernaja tävlade för Finland vid olympiska sommarspelen 1912 i Stockholm, där han var med och tog silver i lagtävlingen i fritt system. 